# Anđela Potočnik
Anđela Potočnik (Pristava, 19. travnja 1933. – Zagreb, 28. siječnja 2013.) bila je hrvatska folklorna umjetnica, dugogodišnja solistica – pjevačica i plesačica – Ansambla narodnih plesova i pjesama Hrvatske LADO. Bila je supruga Bože Potočnika.

## Životopis
Anđela Potočnik rođena je u Pristavi nedaleko od Tuhlja u Hrvatskom zagorju. Glazbenu nadarenost pokazala je još kao dijete. Za vrijeme školovanja u Zagrebu pjevala je u školskom zboru te poslije i u folklornoj sekciji KUD-a »Joža Vlahović« (danas Zagrebački folklorni ansambl dr. Ivana Ivančana). Diplomirala je 1953. u zagrebačkoj Učiteljskoj školi, poslije čega je dvije godine podučavala kao učiteljica u Gornjoj Bistri. Godine 1955. postala je članicom Ansambla LADO, u kojem je četiri godine poslije pjevala i plesala solističku ulogu mladenke prigodom praizvedbe koreografije Molvarski svati dr. Ivana Ivančana. Od tada je, kao solistica LADA, nastupala i u drugim javnim izvedbama te mnogim snimanjima koje su pripremali i umjetnički vodili prof. Zvonimir Ljevaković, dr. Ivan Ivančan, Emil Cossetto, Dinko Fio i Božo Potočnik.
U Ansamblu LADO provela je najveći dio svog radnog i umjetničkog vijeka, nastupajući s njim na najvećim domaćim i svjetskim koncertnim pozornicama. Anđela Potočnik bila je članica i solistica legendarnih Ladarica kojima je svojim osebujnim glasom podarila prepoznatljiv zvuk i glazbeni izričaj. Za radio i televiziju je kao solistica i kao članica Ladarica snimila brojne narodne popijevke iz hrvatske baštine. Sudjelovala je i u kazališnim predstavama, filmovima i TV serijama: Cesta duga godinu dana, Bitka na Neretvi, Seljačka buna, Ljudi s Neretve, Gruntovčani, Nikola Tesla, rock operi Gubec-beg i dr.  
Bojan Pogrmilović, nekadašnji glazbeni rukovoditelj Ansambla LADO, u knjižici CD-a Anđele Potočnik »Zorja moja, zorja« zapisao je sljedeće: 
»Teško je utvrditi kolikim ljudima je ona izmjenila pojmove o narodnoj glazbi, ali znam da je mnogima bila prvi stvarni poticaj da slušaju istinsku narodnu umjetnost... taj orguljski glas kao da u sebi stotinu anđeoskih glasova sadrži. Nomen est omen.« ↓1
Anđela Potočnik bavila se i pedagoškim radom te koreografiranjem. Uz pedagoški rad u Australiji (Sydney, Perth, Melbourne i Adelaide) u hrvatskim je zajednicama postavila 11 vlastitih koreografija s plesovima i pjesmama iz svih krajeva Hrvatske. Održala je i mnoge seminare za voditelje hrvatskih folklornih društava u Australiji te poticala i stručno pomagala rekonstruiranje hrvatskih narodnih nošnji.

## Značajnije koreografije
- Pjesme i plesovi Gupčeva kraja
- Ivanje u Pokuplju
- Plesovi Slavonije
- Jurjevo
- Kraljevečka svadba

## Nagrade i priznanja
- 1999. Predsjednik Republike Hrvatske dr. Franjo Tuđman odlikovao ju je Redom hrvatskog pletera za osobiti doprinos razvitku i ugledu Republike Hrvatske i dobrobiti njezinih građana
- 2011. Predsjednik Republike Hrvatske dr. Ivo Josipović odlikovao ju je Redom Danice hrvatske s likom Marka Marulića za osobite zasluge u kulturi i promicanju hrvatske kulturne baštine
- 2013. nagrada Porin za životno djelo (posmrtno)[1]